# Luisa Eugenia Navas
Luisa Eugenia Navas Bustamante, född 27 juli 1920 i Chile, död 18 november 2020, var en chilensk farmaceut och botaniker.
Navas erhöll examen i kemi och farmakologi i maj 1951. Samma år fick hon tjänst vid i botanik vid School of Chemistry and Pharmacy vid Universidad de Chile i Santiago. 1958 utnämndes hon till “professor extraordinarius” och blev assistant till professor Hugo Gunckel vid sektionen för kryptogamer vid Universidad Metropolitana de Ciencias de la Educación, också i Santiago. 1985 utnämndes Navas till professor vid universitetets fakultet för kemi och farmakologi.
Navas gjorde inträngande studier kring olika arter av tång och arbetat ihop med sin fader vid marinbiologiska stationen vid Montemar.
Auktorsnamnet L.E.Navas kan användas för Luisa Eugenia Navas i samband med ett vetenskapligt namn inom botaniken; se Wikipediaartiklar som länkar till auktorsnamnet.

## Arter beskrivna av Navas
- Gavilea longibracteata (Lindl.) Sparre et L.E.Navas[2]
- Dioscorea humifusa var.gracilis (H. et A.)L.E.Navas
- Myrceugenia colchaguensis (Phil.)L.E.Navas
- Parietaria fernandeziana (Steud.)L.E.Navas[3]
- Urtica tricantha (Wedd.)Acevedo et L.E.Navas[4]